# Le Cube Garges (pôle d'innovation culturelle)
Pour l’article homonyme, voir Le Cube.
 (avril 2020).
Le Cube Garges est un pôle d’innovation culturelle interdisciplinaire et numérique regroupant six équipements de 10 000 m2. C'est un Établissement public de coopération culturelle (EPCC) né de la collaboration de trois acteurs : Le Cube, la ville de Garges-lès-Gonesse et la communauté d’agglomération Roissy Pays de France. Le Cube Garges est soutenu par le Ministère de la Culture – DRAC Île-de-France et la Région Île-de-France.
Il est situé avenue du Général de Gaulle à Garges-lès-Gonesse.

## Historique
En 2018, Garges-lès-Gonesse crée un pôle d’innovation culturelle et s’associe au Cube, centre de création numérique. Six équipements (théâtre, cinéma, auditorium, conservatoire, fabrique créative, hall d’exposition, médiathèque) sont réunis.
Le Cube est né en 2001, à Issy-les-Moulineaux. Premier centre de création numérique de France, il est dirigé par l'association ART3000. Pendant vingt ans, le centre culturel a œuvré à promouvoir les arts numériques à travers les champs de l'éducation, le soutien aux artistes et la réflexion. 
Le Cube a lancé en 2013 la première édition d’un prix international pour la jeune création en art numérique : Le Prix Cube,.
En 2023, le Cube situé à Issy-les-Moulineaux à fermé ses portes pour devenir Le Cube Garges, à Garges-lès-Gonesse,,.

## Infrastructures
Le Cube Garges réunit six grands équipements culturels : 
- un théâtre nommé La Scène (anciennement Espace Lino Ventura)
- un cinéma nommé L’Écran
- un auditorium nommé Le Ring
- une école de musique danse, théatre, un fablab, un studio d'enregistrements, des salles de danses, des salles de musique et des salles d'ateliers, dans un équipement nommé La Fabrique
- un hall d'exposition
- une médiathèque intercommunale[9]

Le rassemblement de ces différentes activités en un lieu favorise l'inter-créativité, l’interdisciplinarité et la participation collective. La programmation est pensée de façon transversale : les thématiques abordées se retrouvent dans les activités et programmation de chacun des équipements.

## Expositions
Depuis son inauguration en janvier 2023, Le Cube Garges propose des expositions autour des arts numériques. Leurs thèmes sont déclinés dans tous les lieux (théâtre, cinéma, fabrique…) :
- « Sous le même ciel ? », du 13 février au 26 juillet 2025[10],[11]
- Derrière les étoiles, du 4 octobre 2024 au 24 janvier 2025[12]
- Néo-matérialités, du 12 janvier au 27 juillet 2024[13],[14]
- L'étrange labo microcosmique des Oumpalous (ISEA), du 27 avril au 18 mai 2023[15],[16]
- Cerveau machine, du 12 septembre au 16 décembre 2023 [17]
- Le miroir d'un moment, du 24 janvier au 1er août 2023[18],[19]

## Le bâtiment
Le bâtiment a été dessiné par l'agence d'architecture Archi5. Les architectes ont dessiné les bâtiments autour de l'ancienne salle de spectacle L'Espace Lino Ventura. Le bâtiment fait de verre, de cuivre et de béton brut s'étend sur 10 000 m2. Il a obtenu le prix de construction durable par le conseil d'architecture, d'urbanisme et de l'environnement du Val-d'Oise.